# Stenotarsus madecassus
Stenotarsus madecassus es una especie de coleóptero de la familia Endomychidae.

## Distribución geográfica
Habita en Madagascar.